# Dead Ringer (album)
Dead Ringer è un album del cantante Meat Loaf del 1981, uno dei tre album di Meat Loaf interamente scritto da Jim Steinman.
Jim Steinman iniziò a lavorare a Bad for Good nel 1978 subito dopo la pubblicazione di Bat Out of Hell, per creare il secondo album per Meat Loaf. Durante questo lasso di tempo, una combinazione di viaggi, droghe e esaurimenti nervosi causò la perdita della voce a Meat Loaf. Senza un cantante e sotto le pressioni della casa discografica, Steinman decise di incidere esso stesso Bad for Good e di scrivere un nuovo album per Meat Loaf. Quest'album divenne Dead Ringer che venne pubblicato nel 1981 dopo la pubblicazione di Bad for Good.
Dopo aver interpretato il ruolo di Travis Redfish nel film Roadie (che ebbe i camei anche di Alice Cooper, Debbie Harry, Roy Orbison e Hank Williams, ma fu un flop ai botteghini) Meat Loaf tornò alla carriera di cantante. Steinman aveva scritto cinque nuove canzoni che, in aggiunta a "More Than You Deserve" (che Meat Loaf aveva cantato nell'omonimo album) e a un monologo reinterpretato composero l'album Dead Ringer.
Furono quattro i singoli pubblicati per Dead Ringer: "Dead Ringer for Love" (cantata con Cher), "I'm Gonna Love Her For Both Of Us", "Read 'Em And Weep" e "Peel Out". L'album raggiunse il numero 1 in Gran Bretagna.
Il tour per quest'album diede inizio alla lunga collaborazione con il pianista Paul Jacobs.

## Tracce
1. "Peel Out"
  - cantato da Meat Loaf & Leslie Loaf – 6:30
2. "I'm Gonna Love Her For Both Of Us" – 7:09
3. "More Than You Deserve" – 7:02
4. "I'll Kill You If You Don't Come Back" – 6:24
5. "Read 'Em And Weep" – 5:25
6. "Nocturnal Pleasure" – 0:38
  - cantato da Jim Steinman
7. "Dead Ringer for Love"
  - cantato da Meat Loaf & Cher– 4:21
8. "Everything Is Permitted" – 4:41

Tutte le canzoni, i testi e i monologhi scritti da Jim Steinman
Arrangiamenti di Jim Steinman, Roy Bittan, Tom Malone, Alden Shuman, Roy Straigis

## Formazione
- Meat Loaf — voce
- Cher - guest star (traccia 7)
- Davey Johnstone - chitarre (tracce 1;2;3;4;5;7;8)
- Mick Ronson - chitarre (traccia 3)
- Joe DeAngelis - chitarra acustica (traccia 1)
- Steve Buslowe - bassi (tracce 1;2;4;5;7;8)
- Roy Bittan - piano, tastiere (tracce 1;2;3;4;5;7;8)
- Nicky Hopkins - piano, tastiere (traccia 3)
- Jim Steinman - tastiere e voce in "Nocturnal Pleasure"
- Larry Fast - sintetizzatore (tracce 1;6)
- Max Weinberg - tamburi (tracce 1;3;4;5;8)
- Liberty DeVitto - tamburi (tracce 2;7)
- Jimmy Maelen - percussioni (tracce 1;2;3;4;5;7;8)
- Alan Rubin - corni (traccia 7)
- Lou Marini - corni (traccia 7)
- Louis Del Gatto - corni (traccia 7)
- Tom "Bones" Malone - corni (traccia 7)
- Leslie Loaf - voce femminile in "Peel Out"
- Rory Dodd — cori (traccia 7)
- Ted Neeley - cori (traccia 7)
- Allan Nicholls - cori (traccia 7)
- Eric Troyer - cori (traccia 7)
- Rhonda Coullet - cori (traccia 7)